# 吴宝秀
吳寶秀（？—1600年），字汝珍，號惺台。浙江平陽縣河前（今浙江省龙港市湖前）人。明朝政治人物。

## 生平
吴宝秀為南宋进士吳通之後。万历十年（1582年）中壬午科浙江鄉試举人，万历十七年（1589年）中己丑科三甲二百二名进士，都察院觀政，本年七月养病。二十一年官拜大理寺评事，二十三年升左寺副，二十五年升左寺正，二十六年升江西南康府知府。万历二十七年（1599年），與湖口的税监李道結怨，下逮捕詔獄。妻陈氏闻讯上吊死。後為太監田義所搭救，移至刑部。九月，贬为庶民，次年病死。江西、浙江两省建祠崇祀。

## 身後
天启年间平反，追赠为太仆少卿。其子吴凤起官至刑部主事，孫吳元震為康熙十一年（1672年）壬午贡生。《明史》卷二百三十七有傳。

## 家族
曾祖吳良俊，祖父吴仲義，父吳啓大。